# موجة كوميدي
موجة كوميدي  قناة مصرية مخصصة لعرض البرامج الكوميدية، تبث برامجها على القمر الصناعي النايل سات، ورفعت القناة شعار: الضحك من أول نظرة، ويملك القناة طارق رضوان ويدير القناة شريف رضا، ومن برامجها المعروفة : توك شو بأجزائه الأربعة، وبرنامج بفلوسي، ونشرة أخبار الخامسة والعشرون، ونشرة أخبار عزة، ومن أشهر نجومها محسن العامري، وأكرم حسني، وكبارة، ومحمد علي.
مع بداية شهر رمضان من عام 2013 تم دمج القناة مع قنوات الحياة و تم تغيير شعار القناة واعلاناتها لتتشابه تماماً مع إعلانات قناة الحياة.